# ایزیلد لو بسکو
ایزیلد لو بسکو (به فرانسوی: Isild Le Besco) (زاده ۲۲ نوامبر ۱۹۸۲) بازیگر فرانسوی است.
از فیلم‌های معروف او می‌توان به بازی در فیلم دوست‌دختر جدید و شاه من اشاره کرد.